# Sandra Cauffman
Sandra Cauffman (n. 10 mai 1962, San José, Costa Rica) este o specialistă în inginerie electrica și în fizică. Sandra Cauffman este cunoscută pentru activitățile sale la NASA. ONU Femei a remarcat  profilul ei să fie un exemplu pozitiv pentru femeile, fetele și fetițe. 

## Serviciul la NASA
Sandra a lucrat în diferite misiuni ale NASA. În trecut, a lucrat ca șefă adjunctă a proiectului Misiunii Evoluția Atmosferice și Volatile Marte. Aceasta poziție a făcut-o recunoscută în țara ei, Costa Rica, și în toată lumea. Mai târziu, a lucrat ca directoare adjunctă a Programului Sistem de Sateliți Geostaționari MERGE-R. În prezent, e directoare adjunctă a Diviziei de Științe ale Pământului de la Administrația Națională de Aeronautică și Spațiu (NASA).